# Георгієвська сільська рада (Александровський район)
Гео́ргієвська сільська рада (рос. Георгиевский сельский совет) — сільське поселення у складі Александровського району Оренбурзької області Росії.
Адміністративний центр — село Георгієвка.

## Населення
Населення — 414 осіб (2019; 553 в 2010, 750 у 2002).

## Склад
До складу сільської ради входять:
| Населений пункт  | Населення, осіб (2002) | Населення, осіб (2010) |
| ---------------- | ---------------------- | ---------------------- |
| Георгієвка, село | 373                    | 286                    |
| Каяпкулово, село | 168                    | 122                    |
| Курпячево, село  | 148                    | 121                    |
| Рощепкіно, село  | 61                     | 24                     |